# Eene illuzie
Eene illuzie is een bundel van zes verhalen van Louis Couperus die voor het eerst in 1892 verscheen, en was genoemd naar de grootste novelle uit de bundel.

## Geschiedenis
Tussen 1890 en 1892 publiceerde Louis Couperus (1863-1923) enkele verhalen en een novelle in verschillende tijdschriften. Ze spelen alle in de eigen tijd van Couperus. In een brief van 22 juli 1890 schreef Couperus aan Frans Netscher: "Ik ben nu bezig aan een novelletje: Een Illuzie". Het zou het omvangrijkste verhaal van de bundel worden en daarom leverde het ook de titel. Het verscheen eerder in Elsevier’s geïllustreerd maandschrift, en ook in: Neerland’s pen en stift, een verzameluitgave van Uitgeverij Elsevier. Het werd voorzien van acht illustraties van F.H. Kaemmerer (1839-1902). Ook een ander verhaal uit de bundel verscheen met illustraties, namelijk 'Epiloog', met illustraties van Pieter de Josselin de Jong (1861-1906), in Eigen Haard. De illustraties werden daarna niet herdrukt of hergebruikt, ook al had Couperus zijn uitgever voorgesteld een van de illustraties van De Jong te gebruiken voor de ingenaaide uitgave.

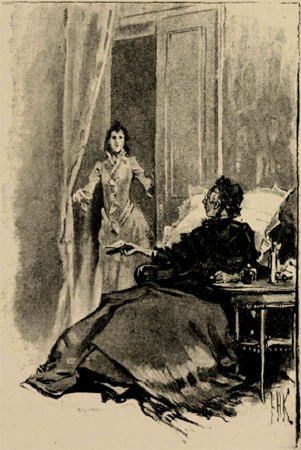
Illustratie van FHK

Enkele van de novellen werden later ook nog afzonderlijk uitgegeven.

### Uitgave
Couperus nam contact op met L.J. Veen, de uitgever die hem eerder had benaderd om de roman Noodlot uit te geven, maar Couperus had die uitgave aan een ander gegund, eerst voor de roman Extaze. Een boek van geluk. Na de verschijning daarvan schreven ze elkaar over de bundeling van deze novellen. Die zou moeten verschijnen met een fotoportret; de uitgave verscheen in november 1892. De foto kwam te laat en werd pas gebruikt voor de tweede titeluitgave uit 1893. Een tweede druk verscheen in 1901.
De eerste druk verscheen in een blauwlinnen omslag met een zilveren ster en wolken, een omslag dat eerder door Veen gebruikt was voor Extaze; de band is mogelijk ontworpen door Pieter de Josselin de Jong en gebaseerd op ideeën die Couperus zelf aan zijn uitgever had gestuurd. Een eerder ontwerp van Jan Veth had de schrijver niet kunnen bekoren.
Daarnaast verscheen de eerste druk ook in een half witlinnen, gedecoreerde band met blauwlinnen platten. Diezelfde band werd ook gebruikt voor J.A. Wormser, Gedichten, ook verschenen bij Veen, in 1892.
In 1893 kwam Couperus erachter dat er een uitgaafje was verschenen bij de Gentse uitgever Ad. Hoste. Hij reclameerde daarover bij zijn uitgever Veen. Later schreef hij aan deze dat hij mogelijk toch aan Hoste toestemming had gegeven voor dit uitgaafje. Verspreiding bleef beperkt tot België. De door Pol de Mont ingeleide uitgave werd herdrukt in 1913.